# 长沙教育学院

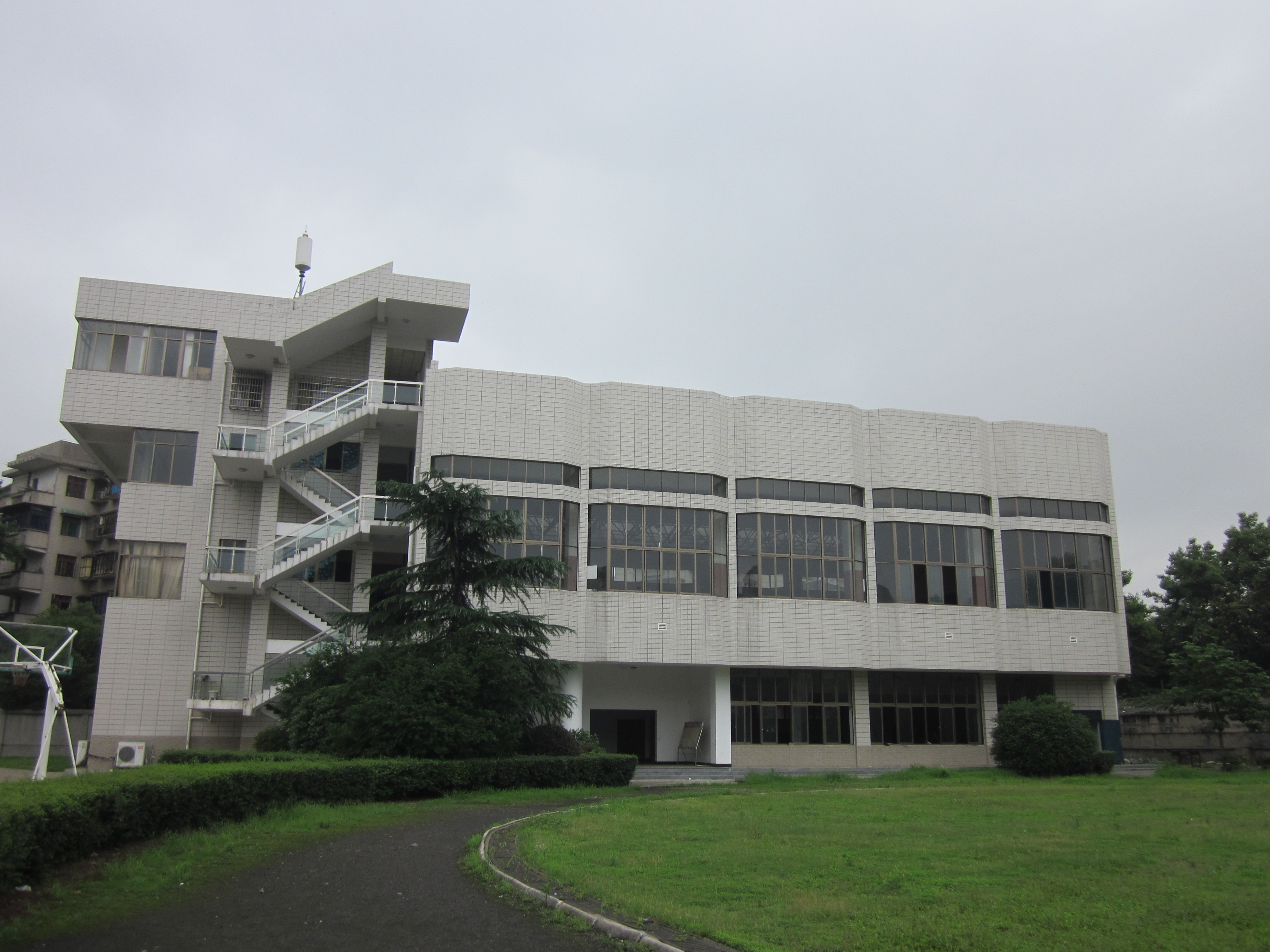
长沙教育学院

长沙教育学院（英文名：Changsha Education College）位于湖南省长沙市岳麓区望月湖小区月桂街39号，是一所高等专科学院。

## 概述
长沙教育学院建立于1954年。2010年，中华人民共和国教育部颁发文件“2010年具有成人高等学历教育招生资格高校名单”，湖南省的十二所中就有“长沙教育学院”。